# Château de Bulle
Le château de Bulle est un château situé à Bulle, dans le canton de Fribourg en Suisse.

## Histoire
Le château de Bulle est érigé vers la fin du XIIIe siècle, peut-être sous l'épiscopat de Guillaume de Champvent (1273-1301) - Bulle étant une propriété de l'évêque de Lausanne. Le château est doté d'un donjon de 33 mètres de haut qui permet d'assurer le contrôle de la porte méridionale du bourg médiéval.
Lors des Guerres de Bourgogne (1474-1477), Bulle conclut un traité de combourgeoisie avec la ville de Fribourg qui lui permet d'éviter les pillages qui font suite à la Bataille de Morat. En 1532 toutefois, le château est endommagé par un incendie.
Lorsqu'une nouvelle période de trouble surgit avec la conquête du Pays de Vaud par les Bernois en 1536, Bulle demande la protection des combourgeois de Fribourg. La ville échappe à la menace bernoise mais en 1537 la protection de Fribourg se change en souveraineté. Bulle est désormais sujette de Fribourg et le château abrite dès lors le siège d'un bailliage qui comprend les anciennes terres épiscopales en Gruyère. Un conflit perdure entre l'évêque de Lausanne et l'État de Fribourg, mais une convention tranche définitivement en défaveur de l'évêque en 1606.
Au XVIIIe siècle l'aspect extérieur et intérieur de l'édifice est profondément transformé. En effet, le monument est alors en mauvais état requiert d'importantes rénovations. La période de travaux la plus intensive se situe dans les années 1760, sous l'impulsion du bailli Jean-François d'Amman de Macconnens (1762-1767).
En 1805, le château est épargné lors du grand incendie qui ravage la ville de Bulle. En 1854, quatre prisons sont aménagées au deuxième étage de l'aile sud du bâtiment.
En 1916, l'État de Fribourg s'engage en vue de la conservation future du château ainsi que de celle de ses abords. En 1917, à la suite de la mort de Victor Tissot le 6 juillet, la ville de Bulle hérite de ses collections et étudie la possibilité d'une installation du futur Musée gruérien dans le château. La solution n'est toutefois pas retenue.
Dès 1921, on entreprend une importante restauration du château, soutenue par la Confédération dès 1923. Le 25 mars 1924, le château est classé d'importance nationale. Les travaux de rénovation prennent fin en 1930.

## Architecture
Le plan du château est dérivé du carré savoyard. Il s'agit d'un quadrilatère, presque carré (44 mètres par 41 mètres environ), respectivement flanqué aux angles de trois tourelles et, à l'angle sud-ouest, d'un donjon. Le quadrilatère est entouré de fossés de 17 mètres de large. 